# Duplex s frekvenčním dělením
Duplex s frekvenčním dělením (anglicky Frequency-division duplexing, FDD) znamená, že se pro duplexní komunikaci používá v každém směru jiná frekvence.
Jiným druhem duplexu je duplex s časovým dělením. Aby se předešlo nejasnostem spojeným s typem standardu používaným pro přístup k rádiové síti, často se používají označení UTRAN FDD pro systémy UMTS a eUTRAN FDD pro systémy LTE. Sítě UMTS pracující v režimu FDD používají technologii W-CDMA.

## Účel a použití
Frekvenční dělení je dlouho používaný princip, který umožňoval duplexní provoz i v zařízeních, jejichž obvodové řešení neumožňovalo současný příjem a vysílání na stejném kmitočtu. Příkladem jsou radiokomunikační převáděče. Frekvenční odstup vysílaného a přijímaného kmitočtu se volí tak, aby se vysílaný signál spolehlivě odfiltroval od mnohem slabšího přijímaného signálu.
Výhodou duplexu s frekvenčním dělením je menší latence. Další výhodou duplexu s frekvenčním dělením je to, že usnadňuje a zefektivňuje rádiové plánování díky tomu, že základnové stanice se navzájem „neslyší“ (protože vysílají a přijímají v různých dílčích pásmech), a proto za normálních okolností vzájemně neruší. 
K systémům, které používají duplex s frekvenčním dělením, patří:
- ADSL a VDSL
- Většina rádiových přístupových technologií včetně UMTS/W-CDMA, kde se používá duplex s frekvenčním dělením a system CDMA2000.
- IEEE 802.16 WiMAX také používá režim s duplexem s frekvenčním dělením.